# Боулгарахай цайн
„Боулгарахай цайн“ (на български: Българо-арменски глас) е седмичен вестник на арменски език в България, орган на Народния съюз „Азкайн Миутюн“.
Излиза в периода 1 февруари – 3 март 1927 г. в София. Вестникът изразява стремежите на арменците в България за лоялни отношения към Съветска Армения и за укрепване връзките между арменския и българския народ. Отговорен редактор е Хартим Папазян. Отпечатва се в печатница „Юнион“ на Б. Балъкджиян и в печатница „Доверие“. Редактори са и М. Кочунян и X. Бохосян. Заглавието на вестника е и на български език.